# Nicolas Chalmandrier

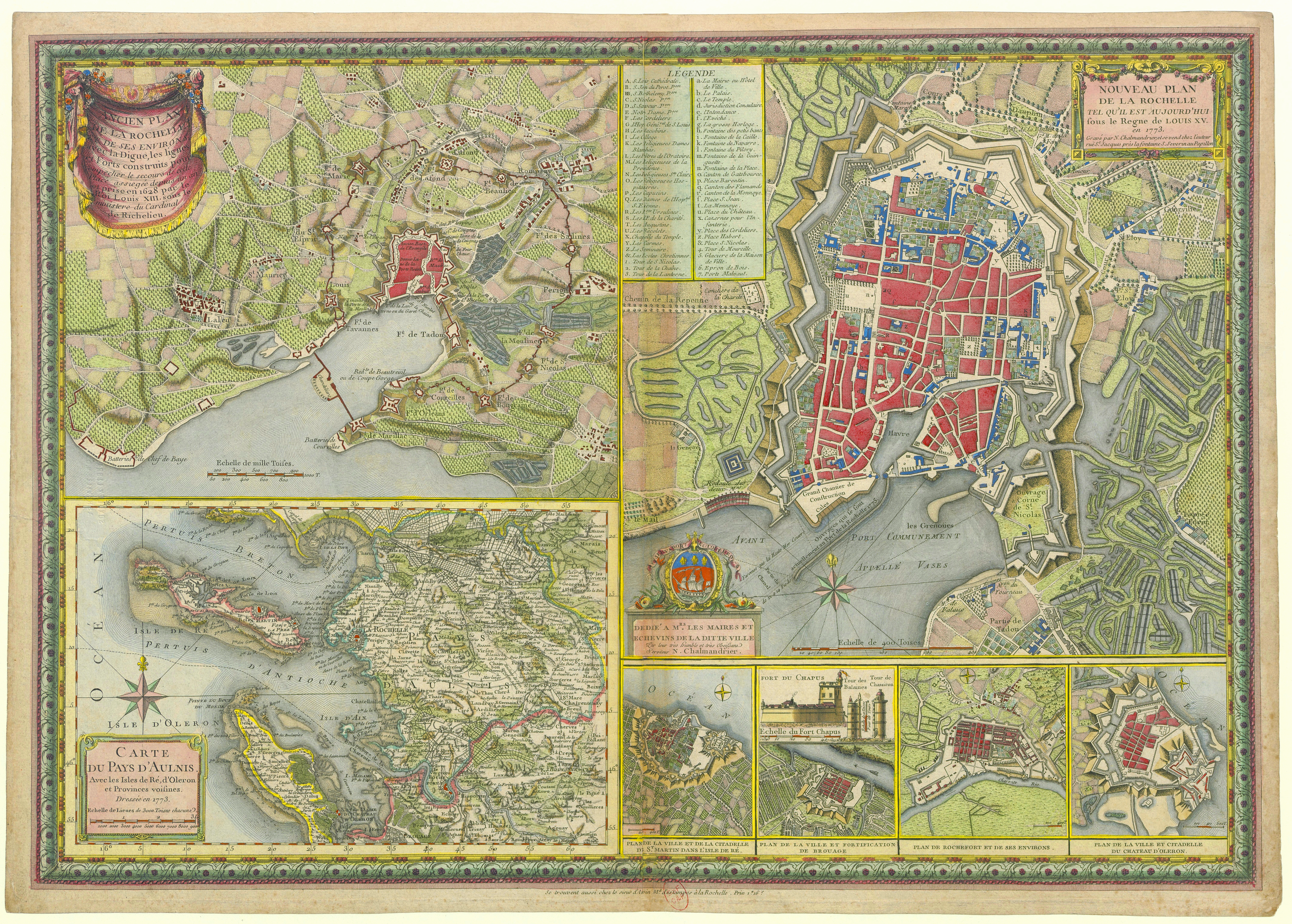
Planos y mapas relativos a Aunis y La Rochelle, por Nicolas Chalmandrier, 1773.

Nicolas Chalmandrier fue un grabador y cartógrafo francés del siglo xviii, activo entre 1756 y 1782 en Francia y España. 

## Biografía
La Biblioteca Nacional de Francia conserva una extensa colección de planos, entre los que destacan los de varias capitales europeas, como París, Viena, Varsovia (1772) o el Plano geométrico y histórico de la Villa de Madrid y sus contornos de la capital española hacia 1761.
Como trabajo cartográfico más completo debe destacarse su conjunto de planos de diversas ciudades del mediodía francés, como Montpellier (1774), Albi o Toulouse (dentro del armorial del Languedoc y del plano del canal del Mediodía —en aquel entonces llamado el Canal Real del Languedoc—, grabado entre 1771-1774).
Entre las curiosidades se encuentran algunas cartas de la geografía física rusa en el confín euro-asiático, o los mapas estratégicos del puerto de La Rochelle o de la isla de la Martinica (1762), en las Antillas. 